# Jeffrey St. Clair
Jeffrey St. Clair (* 1959 in Indianapolis, Indiana) ist ein US-amerikanischer Autor, Publizist und Enthüllungsjournalist. Er wurde vor allem durch den politischen Newsletter CounterPunch und die zugehörige Webseite bekannt, die er zusammen mit dem 2012 verstorbenen Alexander Cockburn herausgibt. 
St. Clair schrieb zahlreiche Bücher und Artikel zu Themen aus den Bereichen Umwelt und Militär.